# Oesdorf (Heroldsbach)
Oesdorf ist ein Gemeindeteil der Gemeinde Heroldsbach im Landkreis Forchheim (Regierungsbezirk Oberfranken, Bayern).

## Geographie
Das Kirchdorf liegt etwa 6 km westlich der Kreisstadt Forchheim an der Bundesstraße 470, die mitten durch den Ort führt. Der Gemeindeteil Wimmelbach der Nachbargemeinde Hausen liegt etwa 2 km in östlicher Richtung.
Der Bach Reglitz fließt durch das Dorf und mündet etwa 1 km östlich der Dorfmitte in den Wimmelbach.

## Geschichte
Oesdorf wurde erstmals in einer Urkunde des Bistums Bamberg aus dem Jahr 1621 mit dem Namen „Ostdorf“ genannt.
Am 1. Mai 1971 wurde Oesdorf ein Teil von Heroldsbach.

## Sehenswürdigkeiten
- Kirche St. Vitus[5]